# Татаринов, Виктор Фёдорович
Ви́ктор Фёдорович Тата́ринов (5 июня 1925 — 28 сентября 2002) — советский писатель, удмуртский краевед и журналист.
Майор милиции, начальник Ижевской городской ГАИ — писал художественно-документальные книги с детективным сюжетом о буднях милиции.

## Биография
Родился в 1925 году в деревне Рябчик Можгинского района Удмуртской АССР в семье учителей, первый из пяти детей. Русский.
Отец — Фёдор Романович Татаринов — бывший поручик царской армии, участник Первой мировой войны, в 1917 году перешедший на сторону красных, и при взятии Ижевска 7 ноября 1918 года бывший командиром роты Азинской дивизии, а после войны направленный учителем в Алнашский район для ликвидации безграмотности и организации школьного дела.
Окончив в 1939 году школу-семилетку поступил в Ижевский индустриальный техникум.
С июля 1942 года — наладчик станков в цехе № 75 на Ижевском механическом заводе.
В июне 1943 года в 18 лет добровольцем ушёл на фронт. Воевал на 1-м Украинском фронте в 335 полку 117-й стрелковой дивизии, был командиром расчёта станкового пулемёта. В марте 1944 года в боях под Винницей был ранен, после излечения в полевом госпитале в декабре 1944 года был направлен на учёбу во 2-е Харьковское танковое училище, эвакуированное в Самарканд, окончив которое в 1946—1950 годах служил в танковом батальоне в Ленинабаде. Демобилизован в мае 1950 года в звании сержанта.
Вернувшись в Ижевск в 1950—1970 годах служил в органах МВД, начав работать командиром взвода дослужился до начальника Ижевской городской ГАИ, был переведён в Ленинский РОВД, на должность заместителя начальника милиции. С 1971 года — майор милиции в отставке.
Заочно учился в Удмуртском педагогическом институте (1952—1958). Член КПСС с 1953 года. В 1960 году избирался депутатом Ижевского горсовета.
Активный внештатный корреспондент областных газет, член Союза журналистов СССР с 1968 года.
В 1971—1973 годах работал литсотрудником газеты «Удмуртская правда».
Занимался краеведением, в том числе родного Можгинского района, изучал историю органов ЧК, ОГПУ и милиции Удмуртии, активно участвовал в создании музея МВД Удмуртии.
Умер в 2002 году.
Награждён юбилейными знаком «25 лет победы в Великой Отечественной войне» (1970) и Орденом Отечественной войны II степени (1985).

## Творчество
Автор художественно-документальных книг с детективным сюжетом о буднях милиции и боевых делах чекистов революционной поры.
Книга «Отряд отважных» — о созданном в 1960-х годах в районе городка Строителей в Ижевске Оперативном отряде дружинников.
В основе повести «Без права на ошибку» — операция по ликвидации бандитской банды, проведённая в 1921—1922 гг. начальником Ижевской городской рабоче-крестьянской милиции А. И. Горбуновым.
Написанная на документальной основе повесть «Под ризой епископа: из записок чекиста» рассказывает о враждебных действиях служителей культа против Советской власти в период коллективизации. События раскрываются через восприятие чекиста Димитрия Ковалёва, посланного расследовать таинственное исчезновение председателя колхоза «Красный Октябрь» Фёдора Романова.
Повесть «Расплата» также на документальной основе — о разоблачении изменника Родины, заместителя начальника немецкой вспомогательной Запорожской полиции, жившего в Сарапуле.
В книге «Знакомьтесь, ГАИ» автор на основании архивных документов рассказывает историю развития автотранспорта и создания ГАИ в Удмуртии.
Последней работой стало исследование «Старцева гора», опубликованное в нескольких номерах газеты «Единство». Поводом стало тенденциозное в 1990-х годах отношение к милиции, обвинение её в репрессиях, и Татаринов, считая такое отношение незаслуженным, показал, что милиция вела и ведёт борьбу с уголовной преступностью.
По сценариям Татаринова, написанным по книгам «Расплата» и «Без права на ошибку», сняты два телефильма Ижевской студии телевидения — «Расплата» и «Поединок» (реж. В. Кожевников).